# Jerzy Sokołowski
Jerzy Sokołowski (ur. 3 maja 1961 w Szczecinie) – polski piłkarz występujący na pozycji obrońcy; starszy brat Kazimierza i stryj Tomasza.
Wychowanek Pogoni Szczecin, w barwach której w latach 1986–1988 wystąpił w 56 meczach ligowych, strzelił 3 gole i w sezonie 1986/87 zdobył wicemistrzostwo kraju. Po przeniesieniu się do Zagłębia Sosnowiec rozegrał tam jedynie rundę jesienną sezonu 1989/90.